# Peristylus trimenii
Peristylus trimenii là một loài thực vật có hoa trong họ Lan. Loài này được (Hook.f.) Abeyw. mô tả khoa học đầu tiên năm 1959.